# Луї Курто
Луї Курто (фр. Loïc Courteau; нар. 6 січня 1964) — колишній французький тенісист.
Найвищу одиночну позицію світового рейтингу — 93 місце досяг 25 квітня 1983, парну — 37 місце — 20 липня 1987 року.
Здобув 1 парний титул.
Найвищим досягненням на турнірах Великого шолома було 3 коло в одиночному розряді.

## Фінали

### Одиночний розряд (1 поразка)
| Результат | W/L | Дата     | Турнір        | Покриття | Суперник     | Рахунок  |
| --------- | --- | -------- | ------------- | -------- | ------------ | -------- |
| Поразка   | 0–1 | Лис 1982 | Кіто, Еквадор | Ґрунт    | Андрес Гомес | 3–6, 4–6 |

### Парний розряд (1–5)
| Результат | W/L | Дата     | Турнір                  | Покриття | Партнер       | Суперники                     | Рахунок       |
| --------- | --- | -------- | ----------------------- | -------- | ------------- | ----------------------------- | ------------- |
| Поразка   | 0–1 | Вер 1984 | Бордо, Франція          | Ґрунт    | Гі Форже      | Павел Сложил Блейн Вілленборг | 1–6, 4–6      |
| Поразка   | 0–2 | Кві 1985 | Ніцца, Франція          | Ґрунт    | Гі Форже      | Клаудіо Панатта Павел Сложил  | 6–3, 3–6, 6–8 |
| Поразка   | 0–3 | Кві 1985 | Марбелья, Іспанія       | Ґрунт    | Міхіл Схаперс | Андрес Гомес Кассіу Мотта     | 1–6, 1–6      |
| Перемога  | 1–3 | Лис 1986 | Буенос-Айрес, Аргентина | Ґрунт    | Горст Скофф   | Ґуставо Луса Густаво Тіберті  | 3–6, 6–4, 6–3 |
| Поразка   | 1–4 | Лис 1986 | Ітапарика, Бразилія     | Тверде   | Гі Форже      | Чіп Гупер Майк Ліч            | 5–7, 3–6      |
| Поразка   | 1–5 | Лип 1987 | Гштад, Швейцарія        | Ґрунт    | Гі Форже      | Ян Гуннарссон Томаш Шмід      | 6–7, 2–6      |